# Le Silence de Laura
Le Silence de Laura est un téléfilm américain réalisé en 1996 par Fred Gerber, avec JoBeth Williams, Kellie Martin, Alan Rosenberg, Aaron Kubey.

## Synopsis
Laura, une jeune femme sourde, vit seule avec son père qui la terrorise et la frappe régulièrement. Enfermée dans un petit appartement, dans l'impossibilité de communiquer, elle passe aux yeux des autres pour une simple d'esprit. Mais un jour, désespérée, elle se jette par la fenêtre pour échapper à son père. Hospitalisée, la jeune femme est prise en charge par une assistante sociale, Pam Willis...

## Distribution
- JoBeth Williams : Pam
- Kellie Martin : Laura Keyes
- Alan Rosenberg : Ned Burkett
- Thomas Kopache
- Fred Gerber
- Billy Jayne
- Mark Arnott